# Rose Hill (Manhattan)
Rose Hill è un quartiere di Manhattan, uno dei cinque borough della città di New York. Confina con Murray Hill a nord, Gramercy Park a sud, Kips Bay a est, Flatiron District a sud-ovest e Nomad a nord-ovest. Una parte del quartiere ricade nella giurisdizione della Manhattan Community Board 6 e l'altra nella giurisdizione della Manhattan Community Board 6.

## Trasporti
Il quartiere è servito dalla metropolitana di New York attraverso le stazioni di 23rd Street, 28th Street e 33rd Street della linea IRT Lexington Avenue, dove fermano i treni delle linee 4 e 6, e quelle di 23rd Street e 28th Street della linea BMT Broadway, dove fermano i treni delle linee N, Q, R e W.